# Libby-Gefängnis

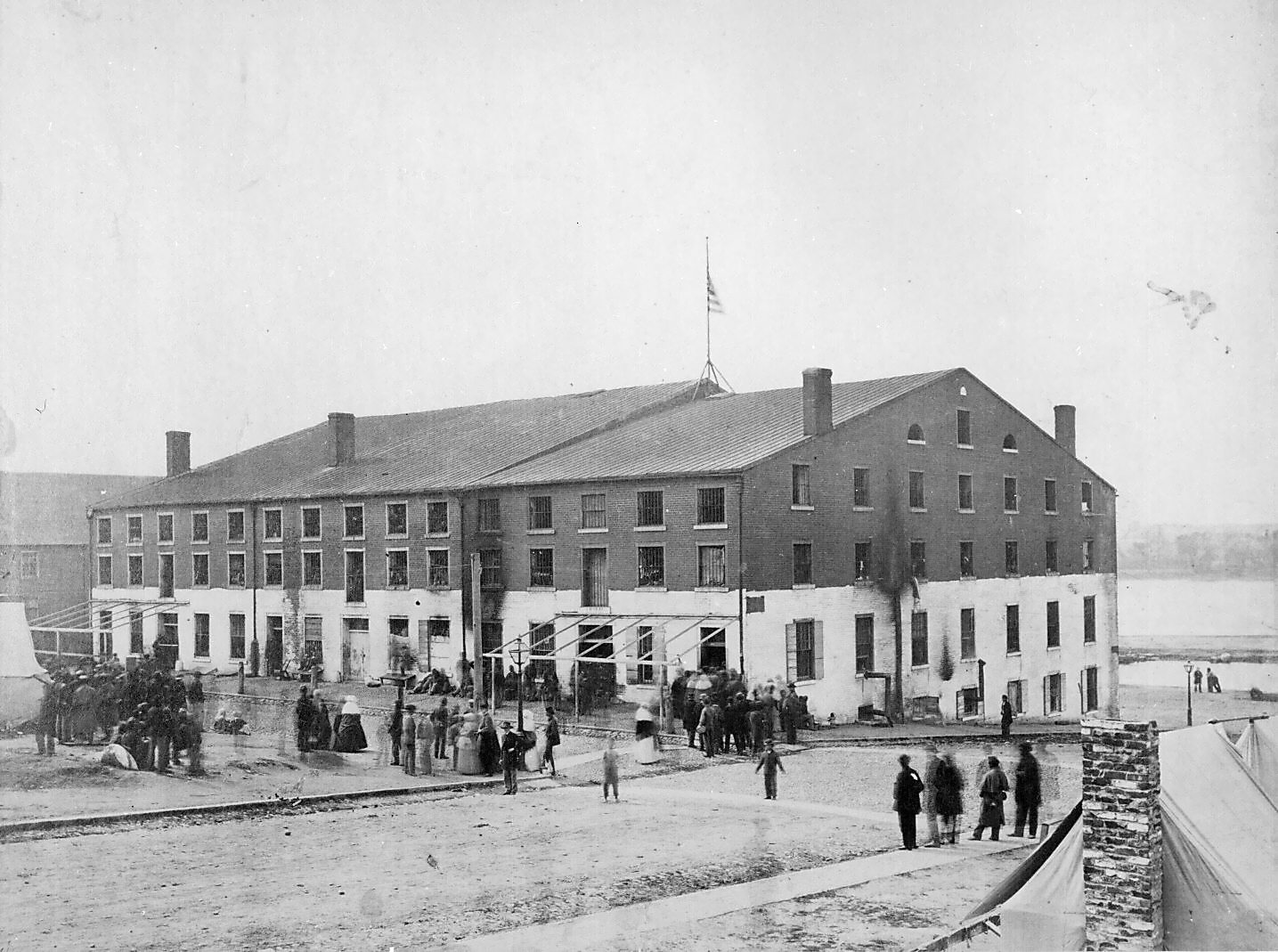
Das Libby-Gefängnis unter Leitung der Union, im April 1865

Das Libby-Gefängnis war ein Gefängnis der Konföderation für Kriegsgefangene während des Sezessionskrieges.

## Geschichte
Das dreistöckige Ziegelgebäude stand am Ufer des James River in Richmond und diente zuvor als Lagerhaus der Firma Libby & Sons. Zwischen 1862 und 1865 waren hier Offiziere der Unionsarmee der Nordstaaten untergebracht. Die schlechten Bedingungen im Gefängnis waren berüchtigt. Am schlimmsten waren die Verhältnisse zwischen Mai 1863, als der Austausch von Gefangenen eingestellt wurde, und Mai 1864. Die 1000 Insassen litten unter schlechtem Essen, mangelnder medizinischer Versorgung und Platzmangel. Die Bedingungen für Unteroffiziere und Mannschaften in anderen Kriegsgefangenenlagern waren allerdings noch schlechter.
Am 9. Februar 1864 gelang es 109 Gefangenen bei einem Gefängnisausbruch, durch einen Tunnel zu fliehen. Als im März die Kriegshandlungen Richmond erreichten, platzierten die Konföderierten Pulver im Keller und drohten für den Fall eines Fluchtversuchs mit Sprengung. Dieser Umstand wurde von den Nordstaaten zu Propagandazwecken genutzt. Nach dem Fall Richmonds wurden konföderierte Gefangene in dem Gebäude untergebracht.
1889 wurde das Gebäude abgetragen und in Chicago als Kriegsmuseum wieder aufgebaut. Die Besucher blieben allerdings aus und so wurde der Bau endgültig abgerissen.

## Bekannte Insassen
- Emil Frey
- August Willich
- Luigi Palma di Cesnola
- Hugh Judson Kilpatrick
- William H. Upham
- Thomas Clement Fletcher
- John Fulton Reynolds
- Francis Amasa Walker

## Rezeption in der Kunst
John Jakes schildert die Zustände im Libby-Gefängnis in seinem Roman Liebe und Krieg. Dementsprechend spielt es auch eine Rolle in dessen Verfilmung, dem Fernsehfilmepos Fackeln im Sturm.